# Petter Andersson
Petter Andersson (* 20. Februar 1985 in Ljusvattnet) ist ein schwedischer ehemaliger Fußballspieler. Der Offensivspieler, der 2005 in zwei Länderspielen für die schwedische Nationalmannschaft zum Einsatz kam, spielte auch in Dänemark und den Niederlanden.

## Werdegang
Andersson begann mit dem Fußballspielen bei Ljusvattnets IF, ehe er zu Sunnanå SK wechselte. Für den Klub kam er bereits als Jugendlicher 2001 in der viertklassigen Division 3 Norra Norrland zum Einsatz und wurde parallel in die schwedische U-16-Auswahl berufen, wo er im August des Jahres bei der 0:2-Niederlage gegen die dänische Jugendauswahl debütierte.
2002 wurde Andersson vom höherklassigen Skellefteå AIK abgeworben. Für den Klub lief er zwei Spielzeiten in der drittklassigen Division 2 Norrland auf und konnte sich sowohl in der U-17- als auch der U-18-Auswahl Schwedens festsetzen.
Kurz vor Saisonende der Spielzeit 2003 wurde Andersson von Hammarby IF verpflichtet. Mit zwei Kurzeinsätzen in der Allsvenskan trug er zur Vizemeisterschaft hinter Djurgårdens IF und der damit verbundenen Qualifikation für den UEFA-Pokal 2004/05 bei. In der folgenden Spielzeit eroberte er sich einen Stammplatz und kam in allen 26 Saisonspielen zum Einsatz. Damit machte er sich auch für Nationaltrainer Lars Lagerbäck interessant und am 22. Januar 2005 debütierte der Mittelfeldspieler in der Nationalmannschaft beim 1:1-Unentschieden gegen Südkorea an der Seite von anderen Neulingen wie George Mourad und Markus Rosenberg, dem zudem das Tor für Schweden gelang. Nachdem er auch in der folgenden Spielzeit noch zu den Stammkräften bei Hammarby IF zählte, war er in den folgenden Jahren vermehrt verletzungsanfällig.  Nach über hundert Spielen in Schwedens Eliteserie verließ er im Spätsommer 2008 Hammarby IF.
Andersson ging zum niederländischen Klub FC Groningen in die Eredivisie, wo er den zur PSV Eindhoven gewechselten Stefan Nijland ersetzen sollte. Bei seinem neuen Arbeitgeber, bei dem er mit seinen Landsleuten Andreas Granqvist, Fredrik Stenman und Marcus Berg ein schwedisches Quartett bildete, unterschrieb er einen Vierjahreskontrakt.
In der ersten Halbserie in den Niederlanden Stammspieler, verletzte Andersson sich im Januar 2009 am Kreuzband. Nach seiner Wiedergenesung im Herbst des Jahres spielte er zunächst in der Reservemannschaft des Klubs. Bei einem Spiel der Mannschaft verletzte er sich erneut am Knie.
Im Sommer 2016 kehrte er zu Hammarby IF zurück, in der Hoffnung die Rehabilitation erfolgreich zu beenden und wieder in den Spielbetrieb einsteigen zu können. Nur wenige Monate später, im Dezember 2016, beendete Andersson seine Karriere als Profifußballer aus gesundheitlichen Gründen, ohne erneut für seinen Herzensverein gespielt zu haben. Anschließend engagierte er sich als Mentor und Berater für Spieler.